# Більшовик (сторожовий корабель)
«Більшовик» — радянський річковий сторожовий корабель, облаштований на початку Німецько-радянської війни з мобілізованого парового колісного буксира.

## Історія служби

Сторожовий корабель «Більшовик», затоплений на Дніпрі біля окуніновського мосту, серпень 1941 р.

Паровий колісний буксир побудовано у 1935 році на заводі «Ленінська кузня» у Києві під назвою «Більшовик».
З початком війни «Більшовик» мобілізовано 23 червня 1941 року за передвоєнним планом та 30 червня повністю переоблаштовано у військовий корабель на заводі ім. І. В. Сталіна у Києві. За тодішньою класифікацією кораблі, що мали артилерію калібру більше 76 мм, називалися «канонерськими човнами». А кораблі з гарматами 76 мм або менше були у класі «сторожовий корабель».
11 липня «Більшовик» (у військових документах дається також і номерна назва «СК-5») включено до складу Прип'ятського загону річкових кораблів Пінської військової флотилії (ПВФ). Його командиром став лейтенант запасу Коноваленко В. В. Протягом всього серпня місяця корабель діяв на Прип'яті, 22 серпня корабель прикривав вогнем переправу відступаючої 5-ї армії Південно-Західного фронту біля сіл Рожава — Новошепеличі.

Сторожові кораблі «Ріка» зліва та «Більшовик» справа, затоплені біля села Окунінове.

Ввечері 23 серпня 1941 року передові загони німецької 111-ї піхотної дивізії, посилені самохідними установками StuG III, розбили погано організовані частини 27-го стрілецького корпусу 37-ї армії Південно-Західного фронту, що відступали за наказом, захопили міст через Дніпро біля села Окунінове та облаштували плацдарм на лівому березі Дніпра. Таким чином кораблі флотилії, що діяли на Прип'яті, серед них і «Більшовик», були відрізані від Києва, де знаходився штаб ПВФ.
У ніч на 26 серпня «Більшовик» разом з іншими кораблями пішов на прорив з півночі у Київ, минаючи німецький плацдарм біля Окунінового. Але біля села Домантове, ще на підході до ворожого плацдарму, сторожовик потрапив під сильний обстріл. На кораблі почалася пожежа, і він, майже не керований та віднесений течією до моста біля Окунінове, затонув. 6 жовтня виключено із списків кораблів ВМФ за наказом командуючого флотом, а у 1947 році уламки корабля здано на металобрухт.